# Québec Redneck Bluegrass Project
A Québec Redneck Bluegrass Project egy quebeci folk- és bluegrass együttes. A zenekar 2006-ban alakult Kínában − amikor a tagok Kunmingban éltek. Röviden QRBP-nek nevezik őket. A QRBP zenekar ismert a koncerteken megtapasztalható ünnepi energiájáról, valamint a főként alkohollal, mulatsággal és gépekkel foglalkozó dalaikról.
Az együttes tagjai Saguenay–Lac-Saint-Jean-ből, Kanadából származnak.

## Pályafutás
A Québec Redneck Bluegrass Project megismerése segít felfedezni egy másik Kínát, ami nincs a térkében. „Ha... ha külföldi zenész vagy, szinte bármit megtehetsz, amit akarsz” – mondja a zenekar énekese/gitárosa, Tremblay, aki 2006 és 2013 között a kínai Kunming városában élt. Ott  alapította meg a Québec Redneck Bluegrass Projectet quebeci lakótársaival, amikor Kínában ragadtak egy Ázsiai út során.
Tremblay Kína előtt három hónapig Görögországban volt utcai gizáros. Kínában gyorsan rájött, hogy a külföldi zenészeket félisteneknek tekintették akkoriban. Még csak jónak sem kellett lenni. Elkezdtek koncerteket szervezni. A Québec Redneck Bluegrass Project saját dalaival és bluegrass feldolgozásaival, jó humorukkal sikert araratott. A koncertek mellett a zenekar turnézott Kínában, Laoszban, Thaiföldön és Indiában is. Egy „La Route de la soif” című dokumentumfilm is készült a zenekar kínai útjának megörökítésére.
A QRBP később véglegesen letelepedett szülővárosában, Québecben. Kínában a dolgok kezdtek kevésbé szórakoztatóvá válni. A rendőrök most már razziát tarthatnak egy bárban, és minden vendéget vizeletvizsgálatnak vethetnek alá, hogy kiderítsék, fogyasztottak-e drogot? De még a kínai börtönőrök is imádják a Québec Redneck Bluegrasst.

## Albumok
- 2010: Sweet Mama Yeah!
- 2011: 3000, Boulevard de Mess
- 2014: Scandales et bonne humeur
- 2016: Royale Réguine
- 2020: J'ai bu

## Turnék
- 2007-2008: Bien-être tour
- 2010: Sweet Mama Tour
- 2011: Suckin Robot Tour (Winter China Tour)
- 2011: Woopadaye Tour (Québec)
- 2012: Summer Tour
- 2013-2014: Scandales et bonne humeur
- 2014: Summer Tour
- 2015: C'est à ton tour tour
- 2015: Queue vache queue tour
- 2016: Réguine Tour
- 2016: Royale Réguine
- 2018: Resurrectour
- 2019: Totale Gravy mentale
- 2023: Aqualactique
- 2024: Boom Bar Panthère

## Díjak
- 2021: győztes a quebeci alternatív független zenei gálán (GAMIQ)
- 2019: jelölés a quebeci alternatív független zenei gálán
- 2017: közönségdíj, GAMIQ
- 2017: GAMIQ-jelölés: az év folk-bluegrass albuma kategória